# Списак наступа Тома Хенкса
Том Хенкс је амерички глумац и режисер који  има дугу каријеру на филму, телевизији и сцени. Хенкс је свој професионални глумачки деби остварио на сцени играјући Грумија у позоришту на Великим језерима из 1977. године Укроћене горопад. На филму је дебитовао мањом улогом у хорор филму из 1980. Он зна да си сам. Исте године, Хенкс се појавио у телевизијској серији Босом Буддиес, улога која је довела до гостовања у неколико емисија, укључујући Хаппи Даис са Роном Хауардом. Хауард му је дао прву главну улогу у фантастичној романтичној комедији Сирена. Његова пробојна улога била је тумачење лика Џоша Баскина у комедији Велики (1988) који мења узраст, за коју је добио своју прву номинацију за Оскара за најбољег глумца.
Године 1993. Хенкс је глумио са Мег Рајан у романтичној комедији Бесани у Сијетлу коју је режирала Нора Ефрон. Касније те године играо је у драми Филаделфија као геј адвокат са АИДС-ом који се бори против дискриминације у својој адвокатској канцеларији. За свој наступ, Хенкс је добио своју прву награду Оскара за најбољег глумца. Уследио је ово са романтичном драмедиом Форест Гамп из 1994. године, освојивши другу узастопну награду Оскара за најбољег глумца; он је први од Спенсера Трејсија 1937. и 1938. који је постигао овај подвиг. Године 1995. играо је астронаута Џима Ловела у историјској драми Аполо 13, коју је режирао Хауард, и дао глас шерифу Вудију у анимираном филму Прича о играчкама (улога коју ће поновити у три наставка).
Хенкс је дебитовао као редитељ и сценариста са музичком комедијом То што радиш из 1996. године. Касније те године, он и Гари Гецман су основали продукцијску компанију Плејтоун. Године 1998, Хенкс је продуцирао документарну мини-серију Од Земље до Месеца награђену Еми наградом и глумио у епском ратном филму Стивена Спилберга Спасавање редова Рајана, што му је донело четврту номинацију за најбољег глумца на Оскару. Касније те године, поново се удружио са Рајаном и Ефрон у романтичној комедију Стигла вам је пошта . Године 2000, Хенкс је глумио у филму Изгнаник, освојивши награду Златни глобус за најбољег глумца – играна драма и пету номинацију за Оскара за најбољег глумца. Године 2001., он је као извршни продуцент продуцирао мини-серију Браћа по оружју награђену Еми наградом из Другог светског рата и романтичну комедију Моја велика мрсна православна свадба. Следеће године Хенкс је постао најмлађа особа, са 45 година, која је добила награду за животно дело од Америчког филмског института. 
Године 2006. играо је професора Роберта Лангдона у Хауардовом Да Винчијевом коду, адаптацији истоимене најпродаваније књиге. Године 2008. био је је извршни продуцент музичке комедије Mamma Mia! и Еми награђена мини-серија Џон Адамс. Хенкс је дебитовао на Бродвеју 2013. године у Ефроновој представи Lucky Guy, што му је донело номинацију за награду Тони за најбољег глумца у представи. Глумио је телевизијску личност Фреда Роџерса у драми Диван дан у комшилуку из 2019. године, за коју је добио номинације за најбољег споредног глумца на Оскарима, Филмским наградама Британске академије и Златним глобусима. 